# Struktura organizacyjna wojska I Rzeczypospolitej w 1633

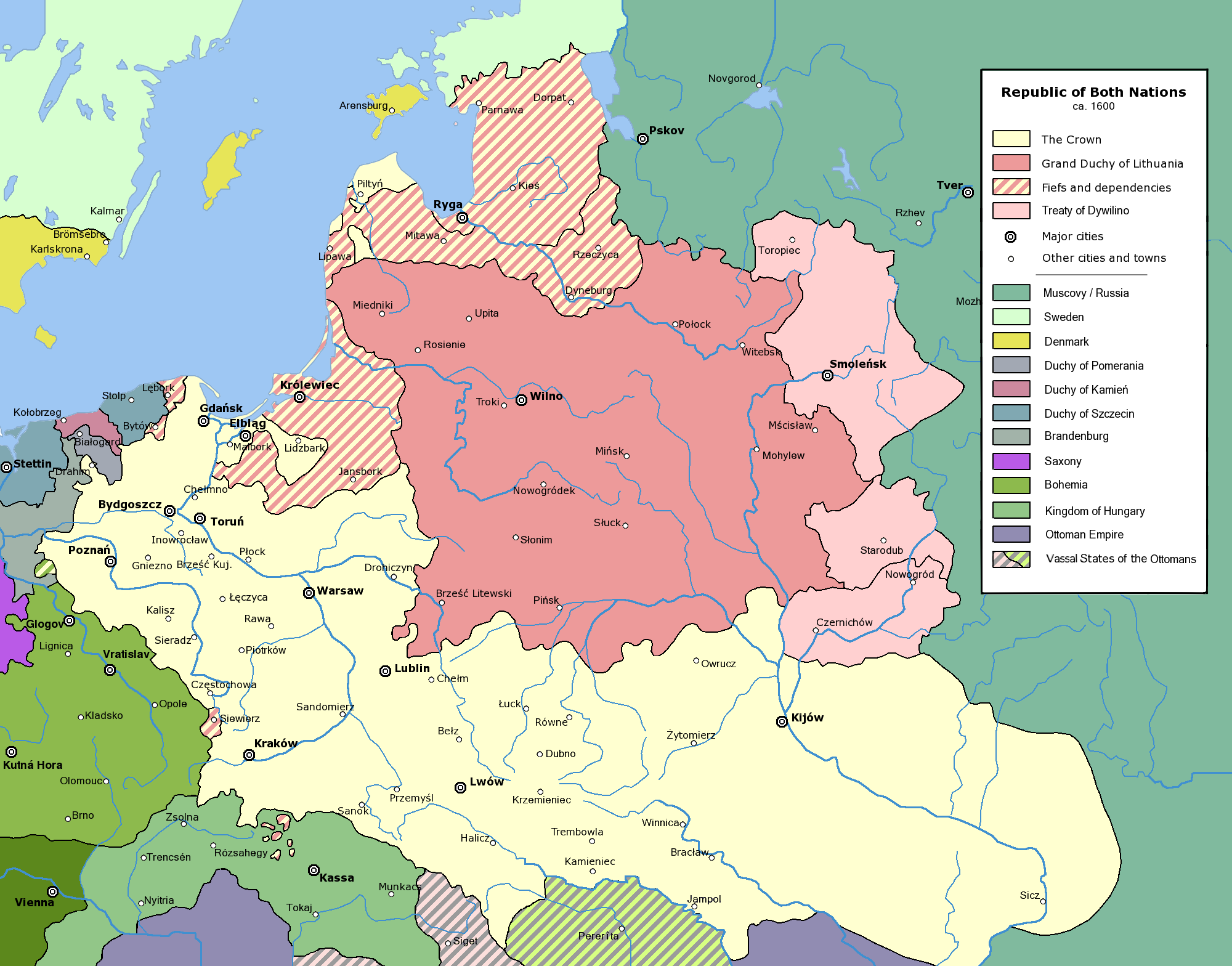
Mapa I Rzeczypospolitej w 1619 (po rozejmie w Dywilinie)

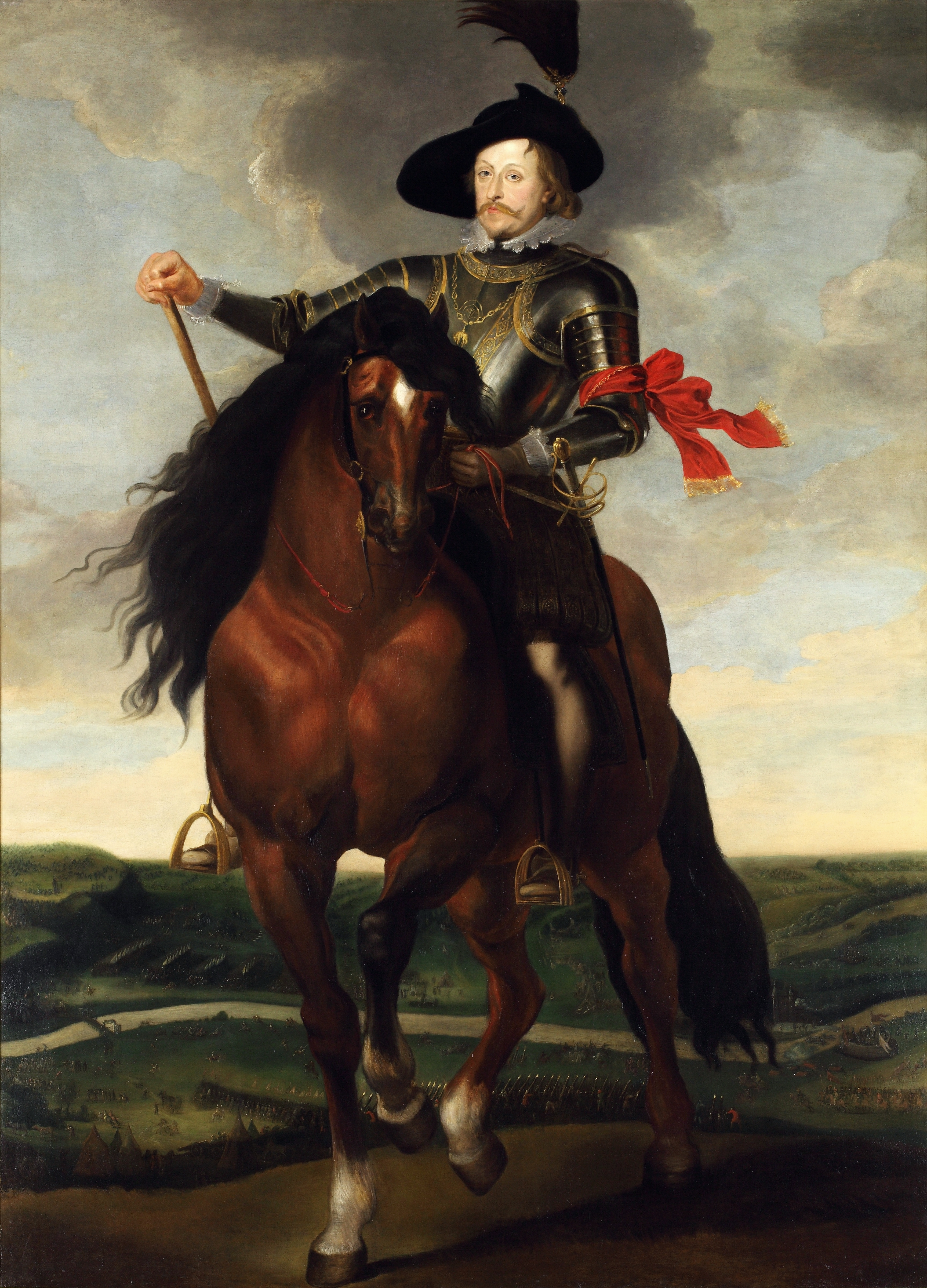
Władysław IV Waza, władca Rzeczypospolitej 1632-1648

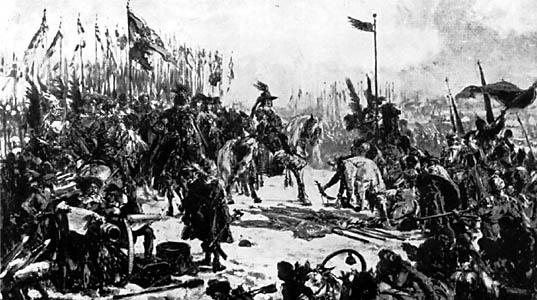
Władysław IV Waza pod Smoleńskiem (mal. Jan Matejko)

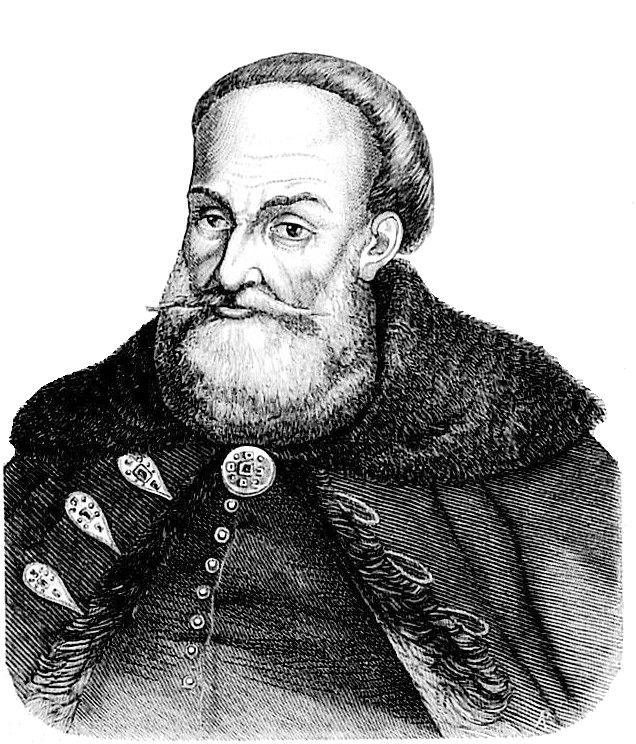
Hetman polny koronny Marcin Kazanowski herbu Grzymała

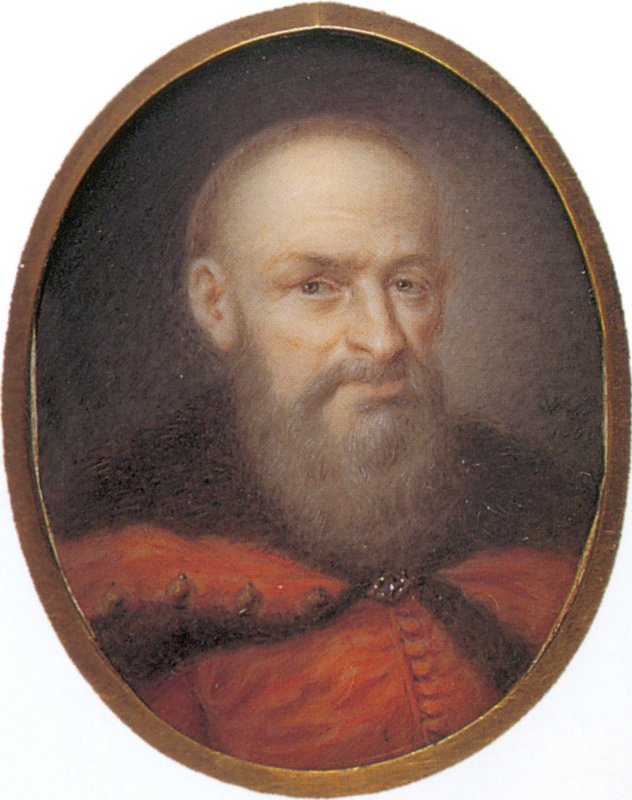
Stefan Czarniecki (mal. Wincenty de Lesseur, 1798)

Struktura organizacyjna wojska I Rzeczypospolitej w połowie września 1633 r., w czasie trwania wojny smoleńskiej z Rosją.

## Jazda

### Husaria
- Chorągiew husarska koronna królewska – 200
- Chorągiew husarska królewicza Jana Kazimierza – 200
- Chorągiew husarska koronna Marcina Kazanowskiego – 200
- Chorągiew husarska podk. mścisławskiego – 120
- Chorągiew husarska podk. podolskiego – 120
- Chorągiew husarska chorążego żmudzkiego – 120
- Chorągiew husarska chorążego trockiego Ogińskiego – 120
- Chorągiew husarska chorążego orszańskiego – 120
- Chorągiew husarska starosty wiskiego – 120
- Chorągiew husarska starosty brzezińskiego – 120
- Chorągiew husarska Firleja – 120
- Chorągiew husarska Bałabana – 120
- Chorągiew husarska Gorajskiego – 120
- Chorągiew husarska Choińskiego – 120

Razem jazdy husarskiej (koni): 1920.

### Rajtaria
- rota rajtarska Tyzenhauza – 120
- 3 roty rajtarskie Reinholda – 360
- 2 roty rajtarskie Olszusa – 240
- rota rajtarska Sakina – 120
- rota rajtarska Sierakowskiego – 120
- rota rajtarska Gadina – 120
- rota rajtarska J.Seja – 120

Razem jazdy rajtarskiej (koni): 1200.

### Petyhorcy
- 3 chorągwie petyhorskie Stefana Czarnieckiego – 300
- Chorągiew petyhorska Jeżowskiego – 120
- Chorągiew petyhorska Jelca – 120
- Chorągiew petyhorska Podorowskiego – 120
- Chorągiew petyhorska Czyża – 120

Razem jazdy petyhorskiej (koni): 780.

### Kozacy
- Chorągiew kozacka Marcina Kazanowskiego – 120
- Chorągiew kozacka Dzierżka – 120

Razem jazdy kozackiej (koni): 240.

### Dragonia
- Regiment Jakuba Butlera (6 rot) – 600
- Regiment Kreuza (6 rot) – 650
- 2 roty dragońskie Janusza Radziwiłła – 200
- 2 roty dragońskie du Plessa – 200
- 2 roty dragońskie Gottharda Platera – 200

Razem jazdy dragońskiej (koni): 1850.

### Razem
Razem jazdy: 5990.

## Piechota
- Piechota autoramentu cudzoziemskiego – 1300
- Regiment pieszy gwardii Meydela (6 rot) – 1200
- Regiment pieszy Rosena (6 rot) – 1200
- Regiment pieszy Janusza Radziwiłła (6 rot) – 1200
- Regiment pieszy Królewicza Jana Kazimierza pod dowództwem Denhoffa (6 rot) – 1200
- Regiment pieszy Jakuba Butlera (6 rot) – 1000
- Regiment pieszy Arciszewskiego (6 rot) – 1000
- Regiment pieszy Gottharda Platera (6 rot) – 1000
- Regiment pieszy Weyhera (6 rot) – 1000
- Regiment pieszy Wallissona (6 rot) – 800

- Piechota autoramentu narodowego – 200
- rota piechoty Marcina Kazanowskiego – 200

Razem piechoty: 10600.

## Razem
Razem wojska I Rzeczypospolitej: 16590.